# Joppa rogersi
Joppa rogersi är en stekelart som beskrevs av Cameron 1884. Joppa rogersi ingår i släktet Joppa och familjen brokparasitsteklar. Inga underarter finns listade i Catalogue of Life.